# Qualitative Gemischregulierung
Bei der qualitativen Gemischregulierung (oder Qualitätsregelung) wird die Leistung einer Verbrennungskraftmaschine konstanter Ansaugluftmenge nur durch die Menge des zugeführten Kraftstoffes reguliert, so beim Dieselmotor und bei der Gasturbine. Die Gemischmenge bleibt also nahezu unverändert; verändert wird die Luftzahl (λ), also die Qualität des Gemisches.